# Konstantin Volik
Konstantin Volik, né le 18 mai 1984 à Tchirtchik en RSS d'Ouzbékistan, est un coureur cycliste ouzbek.

## Palmarès sur route

### Palmarès par années
- 2006
  - 2e du Gran Premio Sportivi San Vigilio
  - 3e de Milan-Busseto
  - 3e du Circuito del Porto-Trofeo Arvedi
- 2007
  - Grand Prix de la ville d'Empoli
  - Medaglia d'Oro Pietro Palmieri
- 2008
  - Giro delle Due Province Marciana
- 2009
  - Coppa Contessa Carnevale
- 2012
  - 2e du championnat d'Ouzbékistan du contre-la-montre
  - 2e du championnat d'Ouzbékistan sur route

### Classements mondiaux
| Année           | 2006 | 2007 | 2008 | 2009 | 2010 | 2011 | 2012 | 2013 |
| --------------- | ---- | ---- | ---- | ---- | ---- | ---- | ---- | ---- |
| UCI Asia Tour   | 141e |      | 98e  |      |      | 231e | 83e  | 154e |
| UCI Europe Tour | 723e |      |      |      |      |      |      |      |